# 桃仙街道
桃仙街道，是中华人民共和国辽宁省沈阳市浑南区下辖的一个乡镇级行政单位。

## 行政区划
桃仙街道下辖以下地区：
桃仙社区、古台北社区、桃仙一社区、桃仙二社区、富家社区、莫子山社区、合作社区、于山社区、古台南社区、班家寨社区、马楼子社区、高力井子社区、聂三家子村、宁路村和黄山村。
将桃仙街道办事处沈本大街以西、创新路以北区域划归白塔街道办事处；将桃仙街道办事处沈本大街以东、沈抚运河以北区域划归白塔街道办事处。
将营城子街道办事处沈桃高速公路以西区域划归桃仙街道办事处。